# El Dorado (provincie)
El Dorado is een provincie in de regio San Martín in Peru. De provincie heeft een oppervlakte van 1.298 km² en telt 40.349 inwoners (2015). De hoofdplaats van de provincie is het district San Jose de Sisa.

## Bestuurlijke indeling
De provincie El Dorado is verdeeld in vijf districten, UBIGEO tussen haakjes:
- (220302) Agua Blanca
- (220301) San Jose de Sisa, hoofdplaats van de provincie
- (220303) San Martín
- (220304) Santa Rosa
- (220305) Shatoja

Bellavista · El Dorado · Huallaga · Lamas · Mariscal Cáceres · Moyobamba · Picota · Rioja · San Martín · Tocache